# Niklas Turner Olovzon
Pär Niklas Turner Olovzon född 27 mars 1976 i Kiruna, är en svensk copywriter och författare. Turner Olovzon driver en kommunikationsbyrå och kommenterar  PR- och varumärkesfrågor i media. 2023 debuterade Turner Olovzon som kriminalförfattare med boken Isberg.